# Корнеліус Кріґгоф
Корнеліус Давід Кріґгоф (19 червня 1815 — 5 березня 1872) — канадсько-американський художник 19 століття голландського походження. Він найвідоміший своїми картинами канадських жанрових сцен, що включають пейзажі та життя на природі, які зберегли популярність від його часів і до сьогодні. Він намалював багато зимових сцен, деякі в кількох варіантах (наприклад, Running the Toll).

## Життя і кар'єра
Кріґгоф народився в Амстердамі, Королівство Нідерландів. Коли Корнеліус був хлопчиком, його батько Йоганн Ернст Кріґгоф повернувся до Німеччини (Кріґгоф, ймовірно, походив з Німеччини через Лоренца Кріґгофа з Тюринґії) і працював на Вільгема Саттлера, щоб створити шпалерну фабрику. Його сім’я поселилася в замку Майнберґ 12-го століття, що належав Саттлеру, з видом на річку Майн. Спочатку його навчав батько, а потім близько 1830 року Корнеліус вступив до Академії образотворчих мистецтв у Німеччині. У 1836 році він переїхав до Нью-Йорка, а в 1837 році був зарахований до Першого полку артилерії в армії Сполучених Штатів. Під час служби в армії він зробив замальовки сцен Другої семінольської війни. У 1840 році він був звільнений з армії у званні капрала. У 1844 році Кріґгоф поїхав до Парижа, де копіював шедеври в Луврі під керівництвом Мішеля Мартіна Дроллінґа (1789–1851).
Зі своєю дружиною, Емілі Ґотьє, він переїхав до Монреаля близько 1846 року і брав участь у заснуванні Монреальського товариства художників у 1847 році. Перебуваючи в Монреалі, він подружився з ірокезами, що живуть в індіанській резервації Канаваке, і зробив багато ескізів з них, з яких пізніше створив олійні картини.

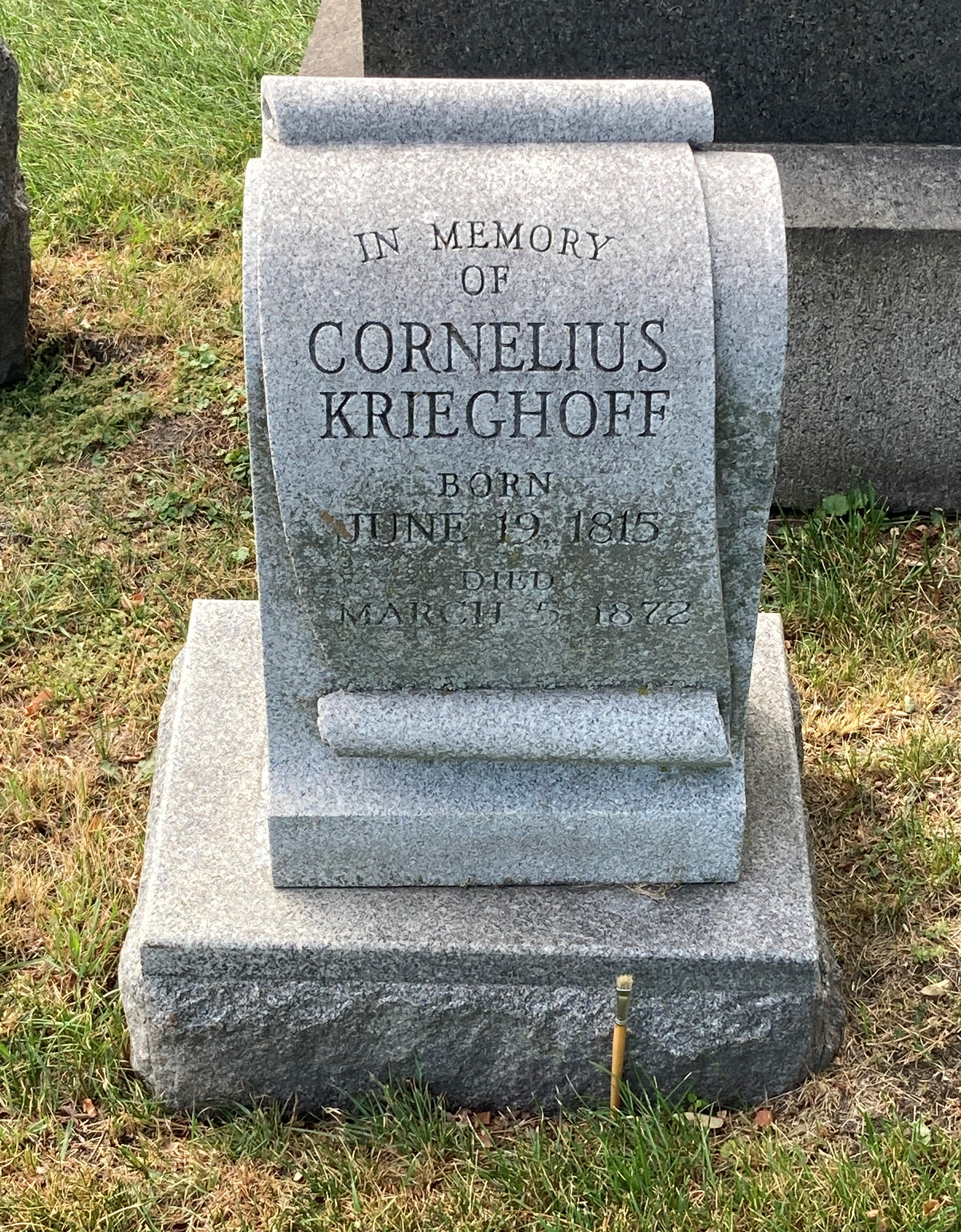
Могила Кріґгофа на кладовищі Ґрейсленд

Він і його сім'я (дочка Емілі) переїхали до Квебека в 1853 році. Він подорожував до Європи в 1854 році, відвідавши Італію та Німеччину. У 1855 році він повернувся до Канади. Короткий час він служив у роті інженерів добровольчого ополчення (підрозділ канадського ополчення в Гочелазі, Монреаль), потім жив у Європі з 1863 до 1868 року і переїхав до Чикаго, де вийшов на пенсію. Він помер у Чикаго 5 березня 1872 року у віці 56 років і похований на кладовищі Ґрейсленд у Чикаґо. Через десять років, 8 червня 1881 року, Велика Квебекська пожежа знищила багато ескізів, які він зробив під час своєї служби в Першому артилерійському полку у Флориді, якими на той час володів Джон С. Бадден, який прожив з художником тринадцять років.
За словами Чарльза К. Гілла, колишнього куратора канадського мистецтва в Національній галереї Канади, «Кріґгоф був першим канадським художником, який інтерпретував в олії... пишність наших водоспадів, труднощі та повсякденне життя людей, що живуть на краю нових рубежів».

## Колекції
До колекцій, у яких є роботи Корнеліуса Кріґгофа, належать Художня галерея Гамільтона (Гамільтон, Канада), Художня галерея Онтаріо (Торонто, Канада), Художня галерея Бівербрука (Фредеріктон, Канада), Бруклінський музей (Нью-Йорк), Музей Ґленбов (Калґарі, Канада), Музей МакКорда (Монреаль, Канада), Монреальський музей красних мистецтв (Монреаль, Канада), Національний музей красних мистецтв Квебеку  (Квебек, Канада), Національна галерея Канади (Оттава, Канада), Публічна бібліотека Нью-Йорка (Нью-Йорк), Музей Роквелла (Корнінг, Нью-Йорк), Художня галерея Вінніпеґа (Вінніпег, Канада) і Художня галерея Нової Шотландії (Галіфакс, Канада).
Найбільше зібрання полотен Крігофа, понад двісті, колись було частиною величезної приватної колекції газетного і телевізійного магната-мільярдера Кена Томпсона, і сьогодні знаходиться в колекції Томсона, яку можна побачити в Художній галереї Онтаріо.
У лютому 1977 року Томсон, найкращий колекціонер образотворчого мистецтва Канади, раптом виявив, що його колекція стала головною новиною в кількох його власних газетах — від The Globe and Mail у Торонто до лондонської The Times — після тихого запрошення англійського фальсифікатора мистецтва Тома. Кітінґа прийти до офісу на верхньому поверсі в Thomson Tower, щоб перевірити, чи є якісь із його заповітних Krieghoff підробками. Відділ мистецтва та антикваріату Скотленд-Ярду розслідував Кітінґа за продаж кількох фальшивих Кріґгофів у Великій Британії, і він стверджував, що намалював кілька сотень подібних, переважно у 1950-х роках.
Куратори Художньої галереї Онтаріо (яким пізніше Томсон подарував майже дві тисячі творів мистецтва вартістю понад триста мільйонів доларів США), затамували подих, коли їхню колекцію оглянув горезвісний фальсифікатор творів мистецтва. Кітінґ заперечив, що знайшов будь-яку зі своїх пастирок ані в колекції Томсона, ні в AGO, ні в будь-якій іншій канадській мистецькій установі, які він ретельно переглядав. Він висловив полегшення, оскільки його вендета проти жадібних торговців мистецтвом не заплямувала чудові колекції, які він мав честь відвідувати та вивчати протягом свого тритижневого візиту. У лютому 1979 року, даючи свідчення в суді щодо шахрайства з мистецтвом в Олд-Бейлі, він дійсно сказав, що в 1950-х роках йому сказали, що сімнадцять Кріґгофів у колекції лорда Бівербрука були його підробками. Коли його попросили прийти оглянути, він відмовився, сказавши: «Навіщо витрачати гроші? Спробуйте рентґен.

## Визнання
У 1955 році Національна кінорада Канади випустила відзначений нагородами документальний фільм The Jolifou Inn. 10-хвилинний фільм, знятий режисером Коліном Лоу та продюсером Томом Дейлі, зображує життя Квебеку 19-го століття таким, яким його бачив Кріґгоф, і використовує його роботи, щоб проілюструвати джерело свого натхнення.
29 листопада 1972 року Пошта Канади випустила марку «Корнеліус Кріґгоф, художник, 1815–1872», створену Вільямом Рутером на основі картини «Ковальська майстерня» (1871) Корнеліуса Кріґгофа в Художній галереї Онтаріо, Торонто, Онтаріо. Марки номіналом 8¢ мають перфорацію №11 і були надруковані British American Bank Note Company.
7 липня 2000 року Пошта Канади випустила марку «Художник на Ніагарі, 1858, Корнеліус Кріґгоф» із серії «Шедеври канадського мистецтва». Марка була розроблена П’єром-Івом Пеллетьє на основі олійної картини «Художник на Ніагарі» (1858) Корнеліуса Кріґгофа в Художній галереї Онтаріо, Торонто, Онтаріо. Марки номіналом 95 ¢ мають перфорацію 13 x 13,5 мм і були надруковані Ashton-Potter Limited.

## Рекорд аукціону
Рекордний продаж з аукціону картини Корнеліуса Кріґгофа становить 570 000 канадських доларів. Цей рекорд було встановлено поштовим кораблем, що причалив у Квебеку, картиною олією на полотні розміром 17 на 24 дюйми, проданою 20 листопада 2006 року на аукціоні Sotheby's & Ritchies (Торонто).

## Галерея

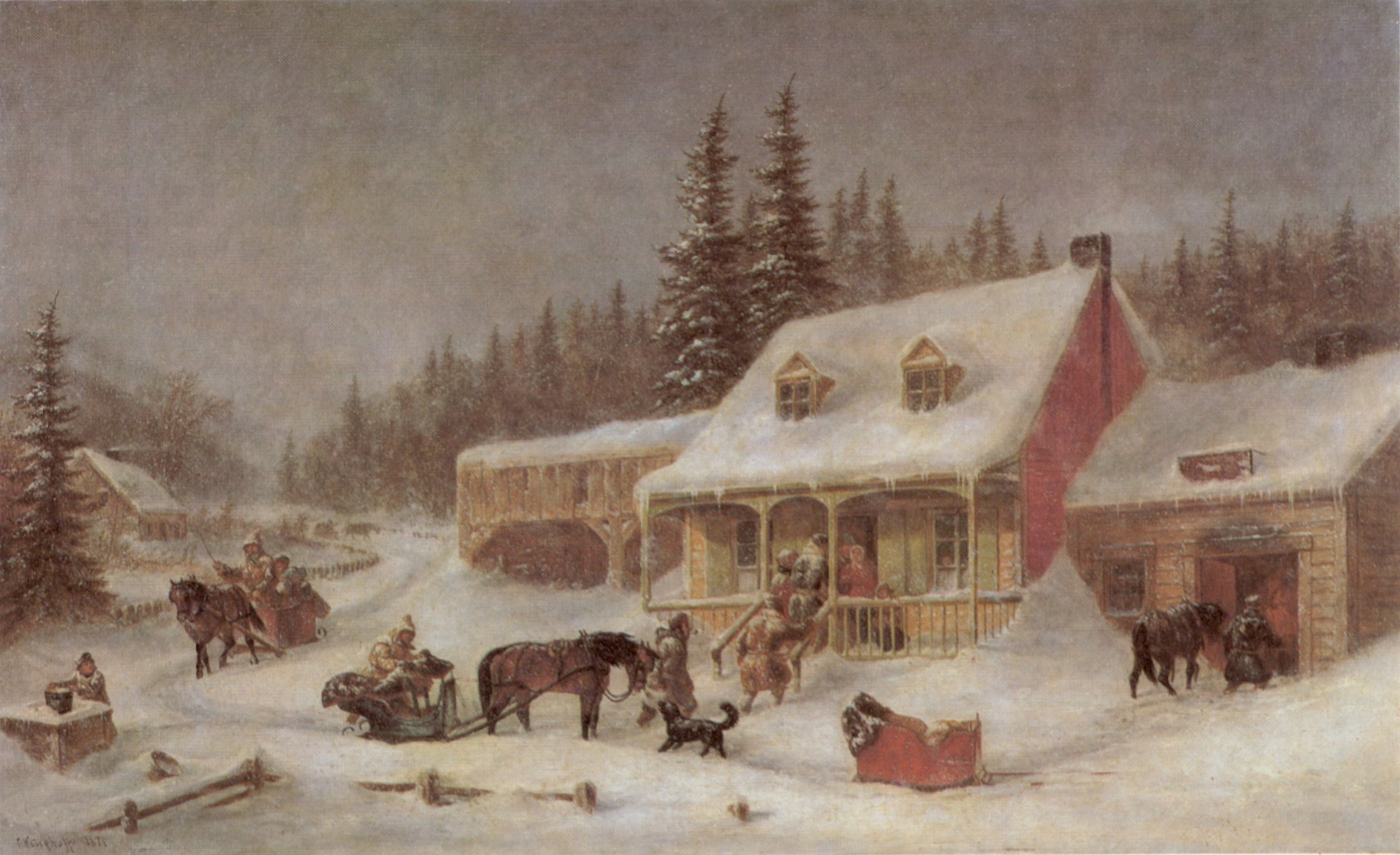
Ковальська майстерня, полотно, олія, 22 х 36 дюймів, 1871 р.Художня галерея Онтаріо
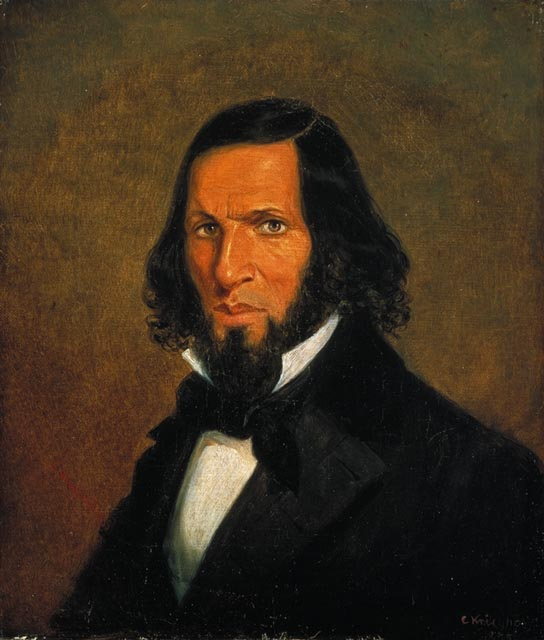
Автопортрет, 1855,Національна галерея Канади
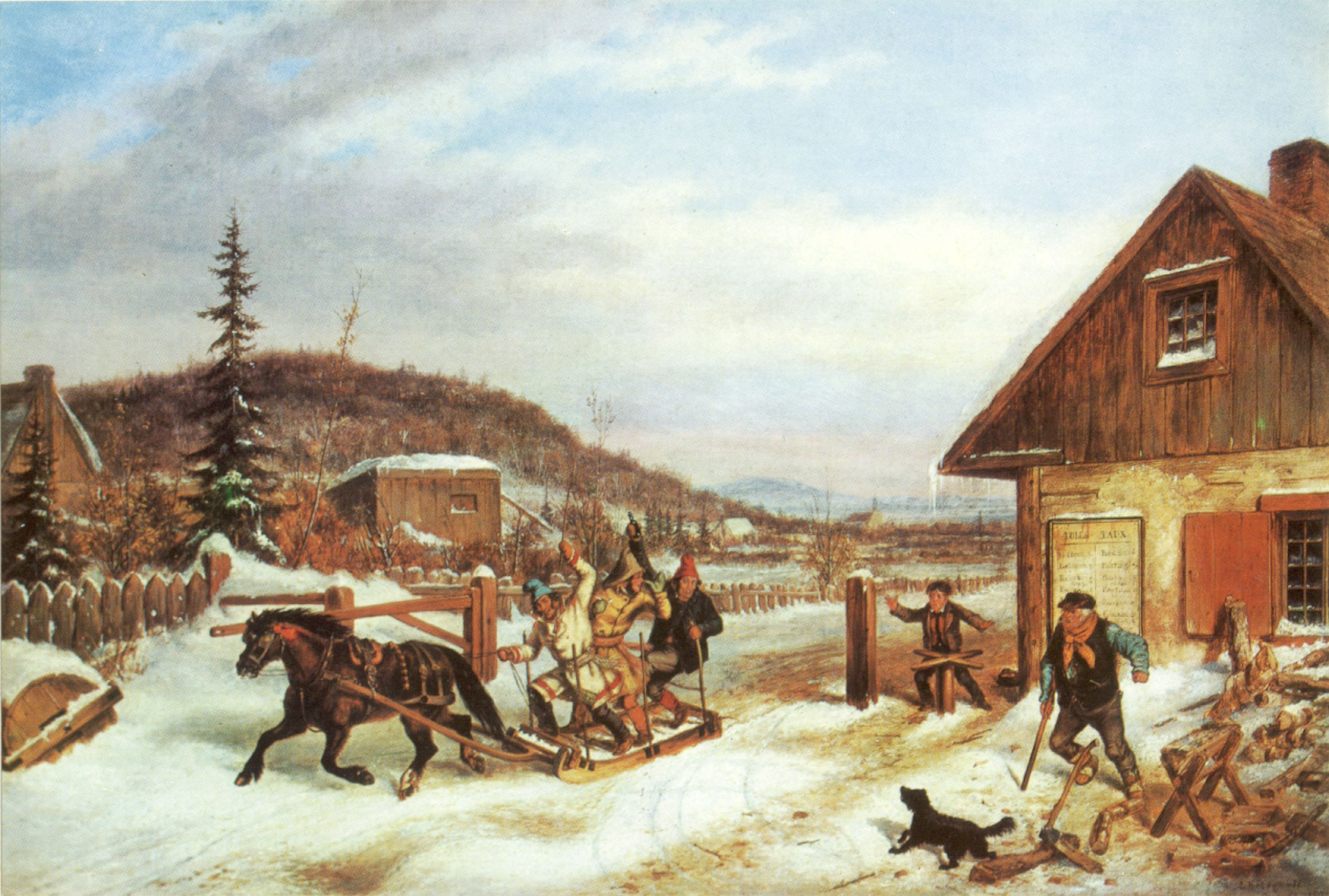
Митні ворота, полотно, олія, 1859 рік
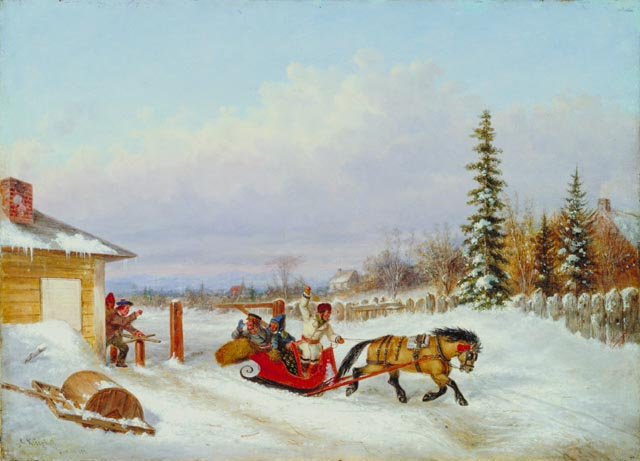
Митні ворота, полотно, олія, 1861, Національна галерея
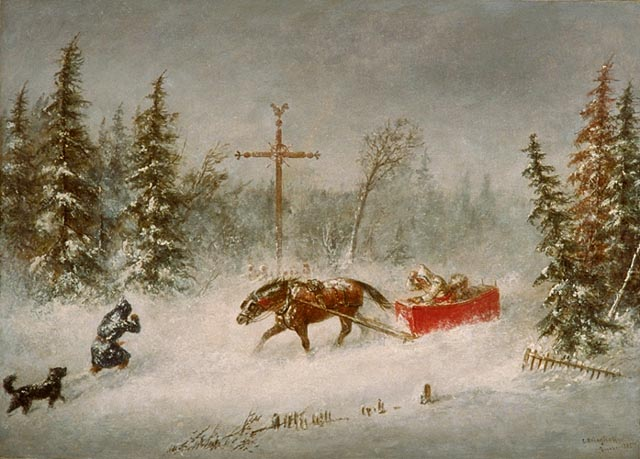
Заметіль, полотно, олія, 1857, Національна галерея
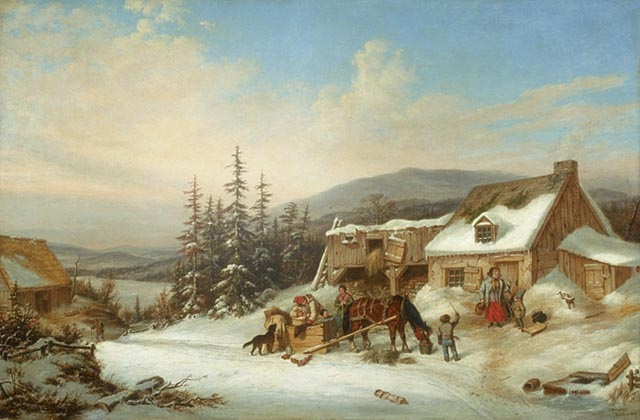
Мешканець ферми, полотно, олія, 1856, Національна галерея
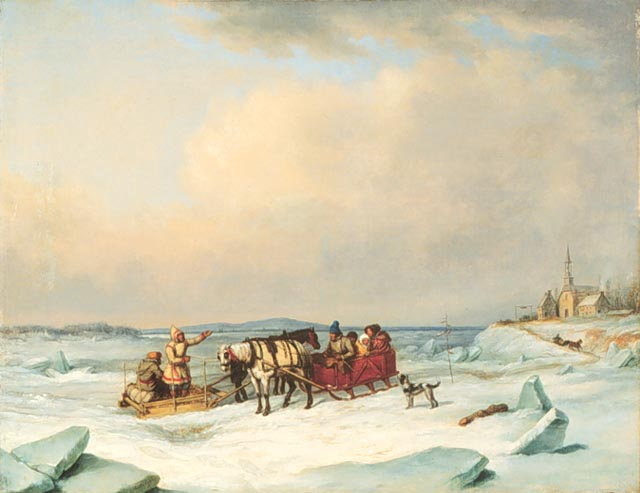
Крижаний міст у Лонг-Пуанті, 1847–1848, Національна галерея
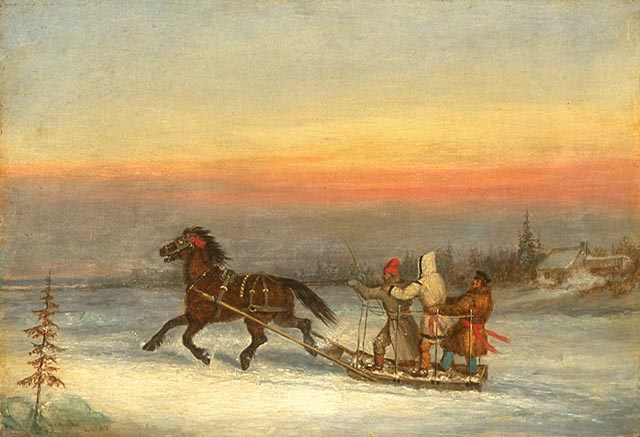
Річкова дорога, полотно, олія, 1855, Національна галерея
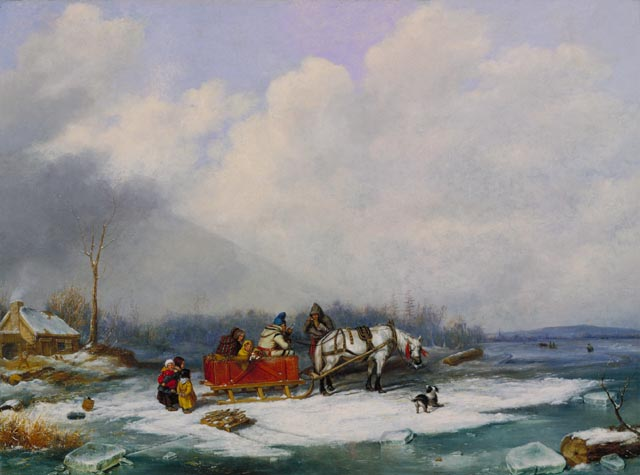
Зимовий пейзаж, полотно, олія, 1849, Національна галерея
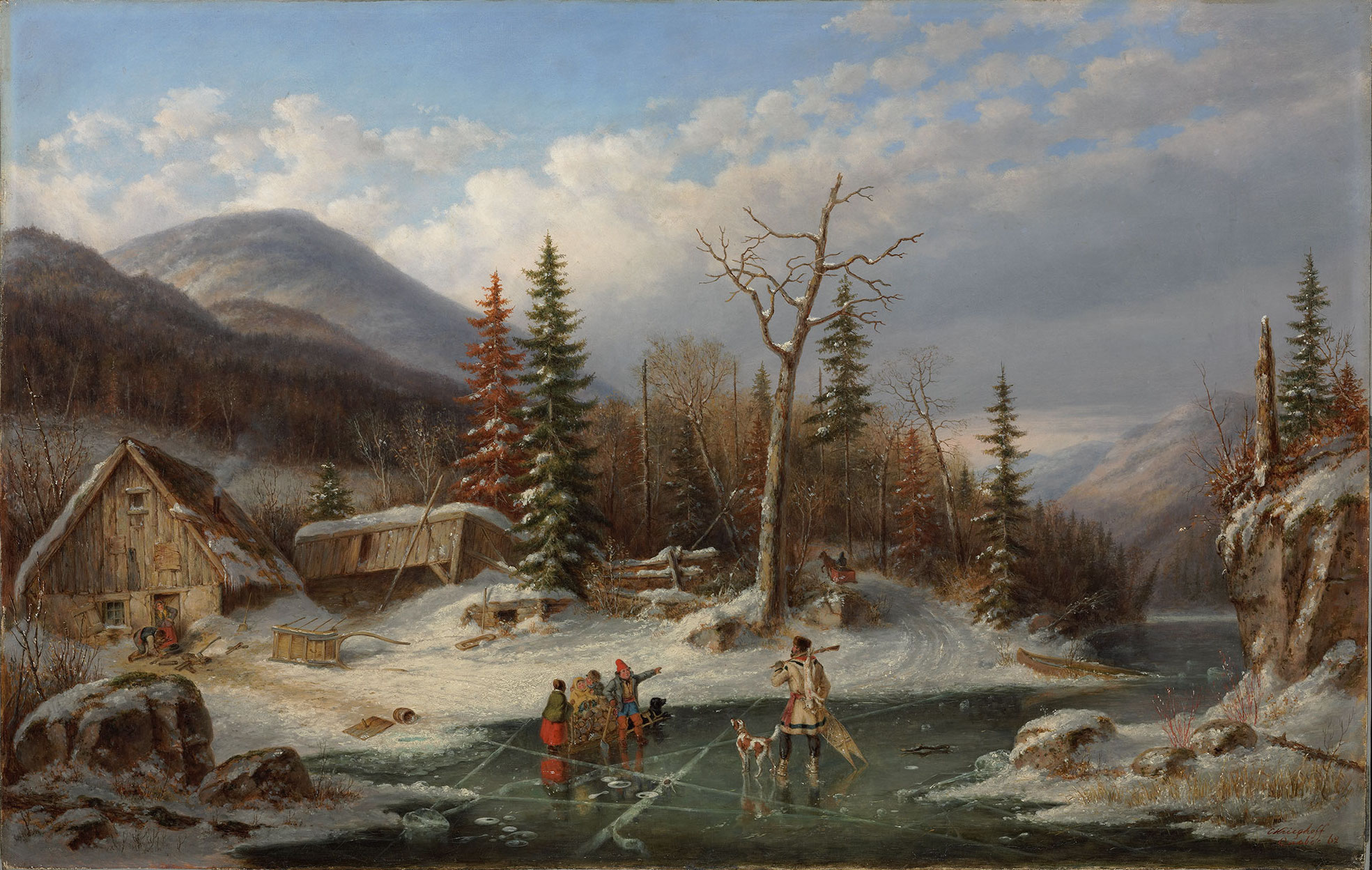
Зимовий пейзаж, Лаваль, полотно, олія, 1862, Національна галерея
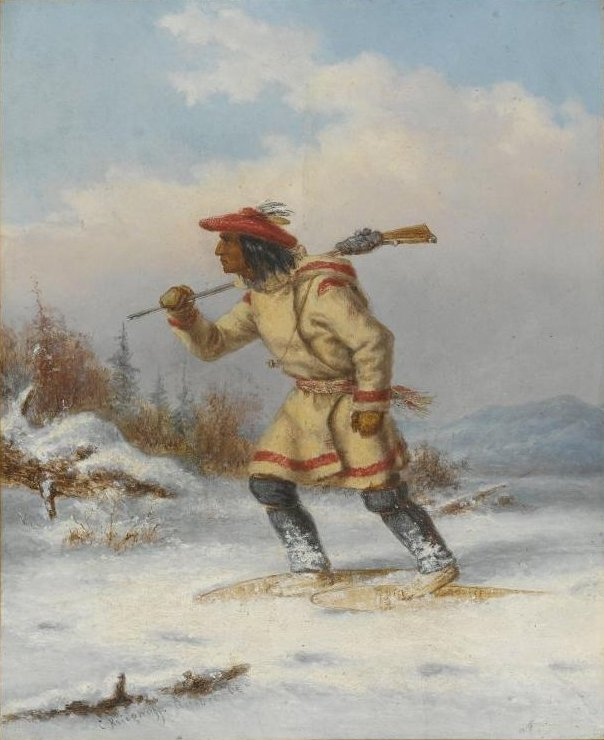
Слідом за лосем, полотно, олія, бл. 1860 р., 11 х 9,5 дюймів, Бруклінський музей
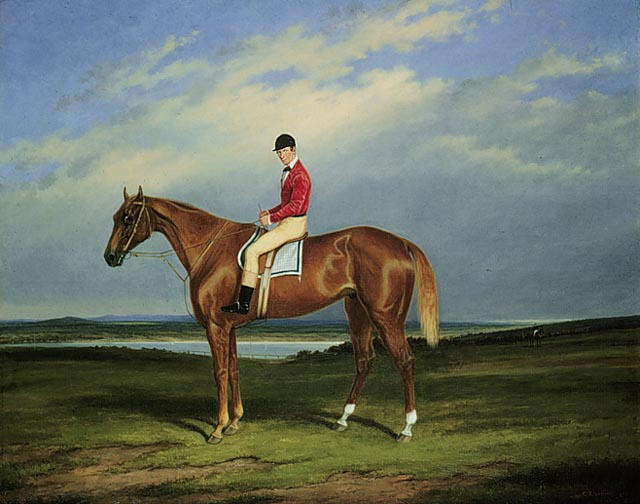
Фрейзер з містером Міллером, полотно, олія, 1854, Національна галерея
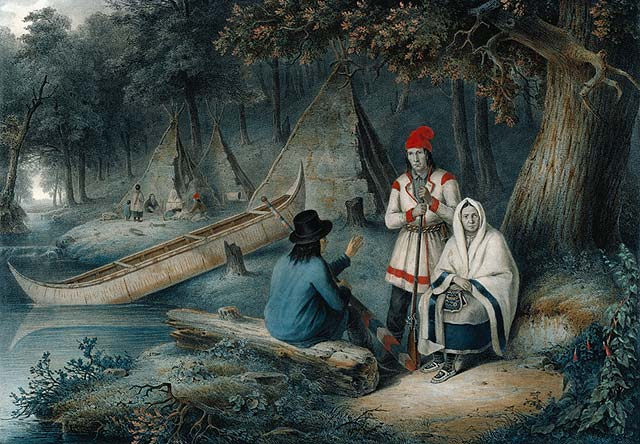
Індіанський вігвам у Нижній Канаді, літографія аквареллю на плетеному папері
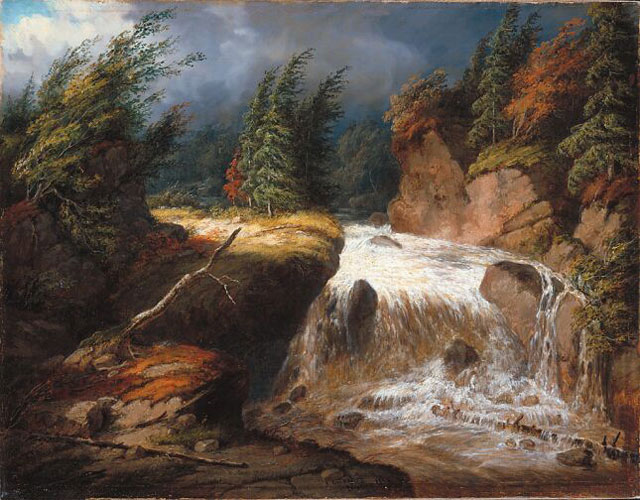
Буря, що минає, Сен-Ферреоль, полотно, олія, 1854, Національна галерея
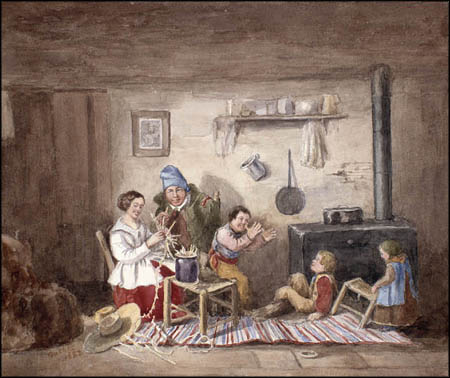
Жителі, 1852 рік
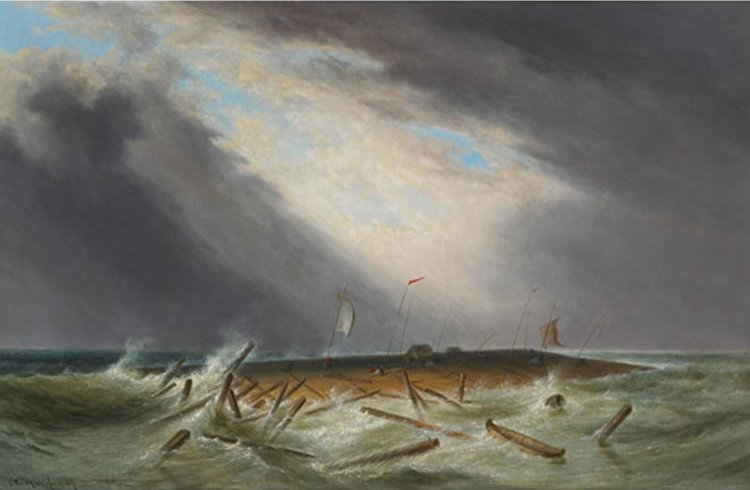
Дерев'яний пліт на річці св. Лаврентія, 1867 рік
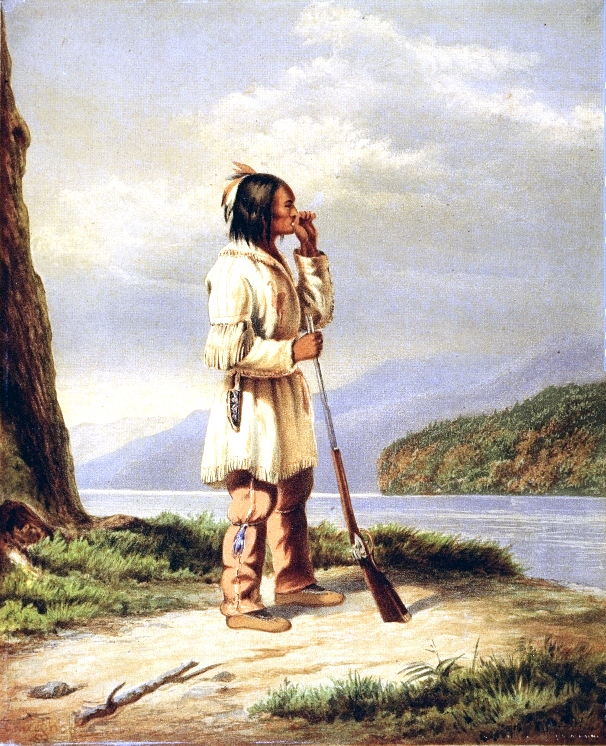
Друк, мисливець-гурон кличе лося, приблизно 1868 рік
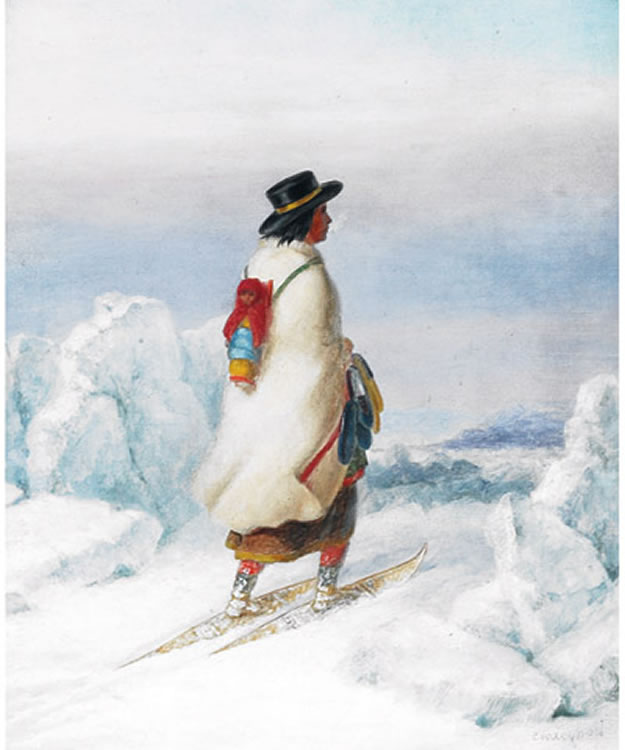
Індіанка, що торгує мокасинами
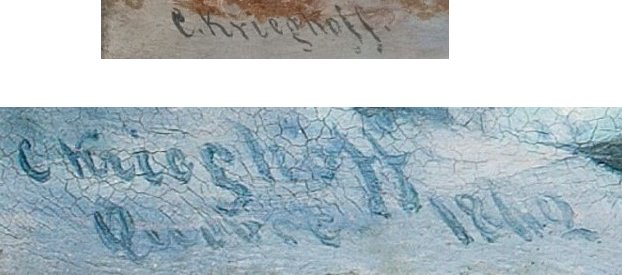
Підписи

## Подальше читання
- - Barbeau, Charles Marius: Cornelius Krieghoff, Pioneer Painter of North America. The Macmillan Company of Canada, ltd., Toronto 1934.
  - Barbeau, Charles Marius: Cornelius Krieghoff. Ryerson Press, Toronto 1948.
  - Barbeau, Marius: Cornelius Krieghoff. Society for Art Publications, Toronto 1962.
  - Harper, J. Russell: Cornelius Krieghoff, The Habitant Farm. National Gallery of Canada, Ottawa 1977.
  - Harper, J. Russell (1979). Krieghoff. Toronto: University of Toronto Press. Процитовано 23 лютого 2021.
  - Jouvancourt, Hugues de: Cornelius Krieghoff. Musson Book Co., Toronto 1973.
  - Ministère des affaires culturelles: Cornélius Krieghoff, 1815–1872. Québec 1971.
  - Reid, Dennis (1999). Cornelius Krieghoff: The Development of a Canadian Artist, Krieghoff, Images of Canada. Vancouver: Douglas & McIntyre. с. 45—97. Процитовано 22 липня 2020..
  - Vézina, Raymond: Cornelius Krieghoff, peintre de mœurs, 1815–1872. Éditions du Pélican, Québec 1972.
  - Winkworth, Monsieur: Exposition d'estampes en l'honneur de C. Krieghoff, 1815–1872. McCord Museum, Montréal 1972.

## Зовнішні посилання
- Біографія в Dictionary of Canadian Biography Online
- Works by Cornelius Krieghoff (illustrator)
- Національна галерея Канади
- Корнеліус Кріггоф в ArtCyclopedia
- Каталог арт-інвентарю Смітсонівського американського художнього музею